# Kannadadda Kiran Bedi
Kannadadda Kiran Bedi (que también se escribre como Kannadada Kiran Bedi ) es una película dramática de acción de Kannada de 2009 protagonizada por Malashri en el papel principal, con Srinivasa Murthy, Rangayana Raghu y Ashish Vidyarthi con papeles principales. La película se estrenó el 27 de marzo con críticas mixtas. La película se grabó como un éxito de taquilla. La película también ha sido doblada al hindi como Mumbai Ki Kiran Bedi, en telugu como Andhra Kiran Bedi, en tamil como "Tamil Kiran Bedi" y en malayalam como Kerala KiranBedi.

## Trama
Un agente de policía, Venkatappa (Srinivasa Murthy), se encuentra con Bellary Bhagyalakshmi (Malashri), un fraude, y le cuenta la historia de su hija, Kiran Bedi (Malashri). Kiran era oficial de policía en Bangalore y se parecía a Bellary. Hay un nexo criminal dirigido por Bhoopathy (Ashish Vidyarthi), sus socios Naga (Kote), Mobile Nachappa (Rangayana Raghu), D'Souza y Muni en Bangalore. El hijo de Bhoopathy, Vicky, asesina a un joven estudiante de la administración pública, Shweta. Bhoopathy esconde a Vicky en la casa de Bhadramma (Telangana Shakuntala) en Madurai, Tamil Nadu. Kiran encuentra a Vicky y lo mata a él y a Bhadramma. La Bhoopatía, en un ataque de rabia, se las arregla para matar a Kiran. Venkatappa pide ahora a Bellary que se convierta en Kiran Bedi y acabe con Bhoopathy y sus asociados. Bellary acepta después de escuchar la historia y obtener dinero por ella. Bellary apunta a todo el nexo de la Bhoopatía y lentamente comienza a acabar con ellos. Pero pronto la identidad de Bellary es revelada en la corte. Llena de remordimiento, entra en los servicios civiles y se convierte en una verdadera policía acabando con la Bhoopatía. 

## Reparto
- Malashri como Kiran Bedi / Bellary Bhagyalakshmi.
- Srinivasa Murthy como el agente Venkatappa.
- Ashish Vidyarthi como Bhoopathy.
- Rangayana Raghu como Mobile Nachappa.
- Telangana Shakuntala como Bhadramma.
- Kote como Naga
- Sayaji Shinde

## Crítica

### Recepción de la crítica
La película recibió críticas mixtas. 
Indiatimes dijo: "Es un festín para los fans de Malashri y los que les gustan las películas de acción. Es un placer verla en un doble papel: luchar contra los alborotadores, perseguir coches, disparar a los capos de los bajos fondos y ayudar a los buenos samaritanos para una sociedad libre de crímenes". BharatStudent dio 2,5 de 5 estrellas y declaró: "Mientras que la primera mitad transcurre con diálogos de puñetazos y secuencias de acción, la segunda mitad se emociona pero culmina en la pista de masas con los diálogos de alta energía y algo de buena comedia".

### Taquilla
La película tuvo un promedio de apertura en la taquilla. Om Prakash y Ramu tuvieron superhits juntos cuatro veces antes. Se esperaba que la película también lo hiciera bien. Finalmente fue clasificada como un éxito en la taquilla.